# Gaspar de la Cintera
Gaspar de la Cintera, también conocido como el El ciego de Úbeda (Úbeda, siglo XVI - 1582), fue un poeta español del Siglo de Oro.

## Biografía
En la portada de sus obras impresas se hace constar que era “privado de la vista, natural de Úbeda y vecino de Granada”.
El autor ubetense representa el prototipo de poeta ciego del siglo de oro español, que recorre los caminos con sus coplas populares.

## Estilo
Exponente de los romances de ciego, compuso fundamentalmente literatura de cordel, coplas de raíces populares habitualmente distribuida en los llamados ‘pliegos de cordel’,  cuadernillos impresos sin encuadernar y exhibidos para su venta en tendederos de cuerdas.
Debió de gozar de popularidad en su época, a juzgar por las ediciones conservadas de sus obras, debido a la gracia y buena versificación de sus coplas. Los temas de sus obras responden a los patrones típicos del género, incluyendo los hechos portentosos, la moral y la religión.

## Obras
Aunque representante de una  tradición literaria oral, compuso numerosas coplas de ciego, seguidillas, jácaras, etc. algunas conservadas en obra impresa. Su obra más célebre conservada es la recopilación “Coplas y chistes muy graciosos, para cantar y tañer al tono de la vihuela”, editada en Burgos hacia 1563.